# IPPOLIT

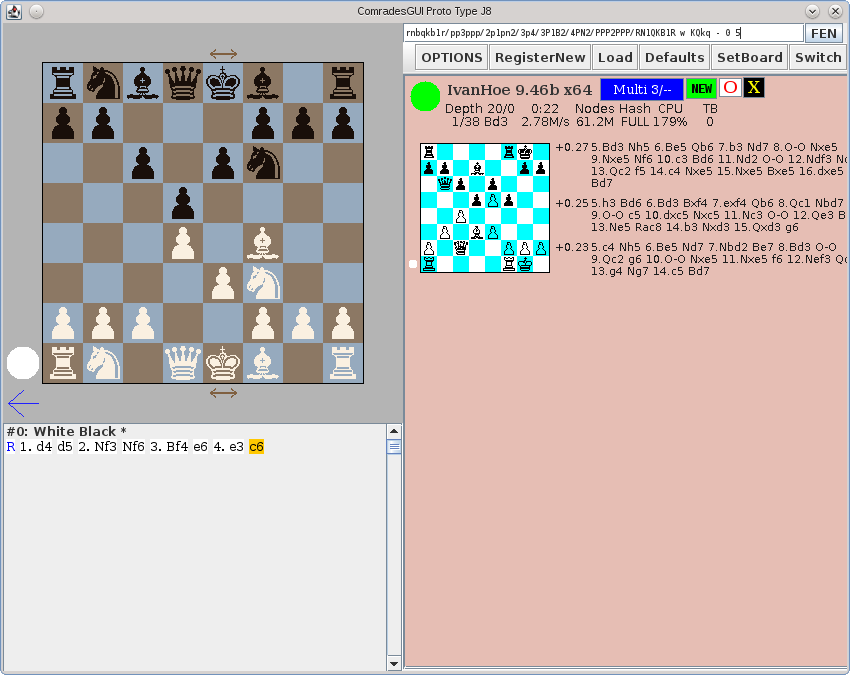

IPPOLIT, RobboLito, Igorrit, IvanHoe и Fire — серия шахматных программ с открытым исходным кодом, разработанная командой программистов, называющих себя Decembrists.

## Команда разработчиков
- Идейные вдохновители: Иван Скавинский Skavar, Роберто Пескаторе и Декабристы
- Менеджер проекта: Игорь Игоревич Игоронов
- Многопоточность: Юсуф Ральф Вайсскопф
- Оригинал: Яков Петрович Голядкин

Данные имена являются, скорее всего, псевдонимами программистов.

## История развития
- IPPOLIT 0.084 — первая версия, без поддержки многопоточности.
- RobboLito 0.085 — существенно переработанная версия IPPOLIT, исправлен контроль времени, оценка слоновых окончаний. Усовершенствован режим работы с включенной опцией Ponderhit. Исправлены ошибки обнаружения мата. Изменена оценка легкофигурных окончаний. Поддержка специальных эндшпильных баз Robbobases. Сделаны первые шаги к реализации многопоточности.
- Igorrit 0.086 — поддержка многопоточности.
- IvanHoe (Айвенго) — поддержка режима Multi-PV. Усовершенствован контроль времени. Реализована команда UCI-протокола searchmoves. Внесены изменения по усовершенствованию оценочной функции. Доработаны и исправлены некоторые ошибки с контролем времени и многопоточностью в Windows.
- Fire — дальнейшие развитие движка Alfred E. Neuman’oм (также известен как Kranium)

## Результаты тестов
По результатам первых тестов на одноядерных процессорах IPPOLIT оказался сильнее известной шахматной программы (чемпиона 2009 года) Rybka 3 Васикa Райлихa.
Согласно различным результатам тестирования, Igorrit оказался на 50-100 пунктов Эло сильнее Rybka 3 во многих эндшпильных позициях, и наоборот, слабее в некоторых позициях с тонкими тактическими нюансами. В частности, жертвы качества могут быть исключены из-за того, что программа видит «удобный» для неё эндшпиль в другом варианте.
В первом официальном компьютерном турнире «Тюрингия-2010» Fire 1.3 занял второе место среди наиболее сильных шахматных программ, проиграв черными Rybka 3 в очной партии.

## Основные преимущества по сравнению с другими шахматными программами
- По словам специалистов, переводивших исходные коды программы с итальянского языка на английский, известно, что RobboLito (одноядерная версия Igorrit) работает в 2 раза быстрее одноядерной Rybka 3. Практически во всех тестах RobboLito углубляется на 2-3 хода больше, чем действующий чемпион мира 2010.
- Начиная с RobboLito программы включают в себя собственные, уникальные эндшпильные базы. Эта особенность позволяет программе во многих выигрышных эндшпилях с небольшим преимуществом отсекать варианты, ведущие к ничьей. Поэтому именно в эндшпилях данные движки показывают превосходные результаты.
- Движки включают в себя специально спроектированную оценочную функцию.
- В отличие от Rybka 3, в IPPOLIT-е заложены знания о превращении пешки в слона.

## Недостатки
На сегодняшний день (февраль-март 2010 года), в IPPOLITо-подобных движках есть следующие недостатки:
- Недостаточная тактическая «зоркость» первых одноядерных версий, по сравнению с Rybka 3.
- Излишний акцент на игре в эндшпиле оказал влияние на слабость игры в дебюте и миттельшпиле.